# Marisol Escobar
María Sol Escobar, més coneguda com a Marisol Escobar (París, França, 22 de maig de 1930-Nova York, Estats Units, 30 d'abril de 2016), va ser una escultora d'ascendència veneçolana. Es destaquen les seves obres d'art pop.

## Art Pop

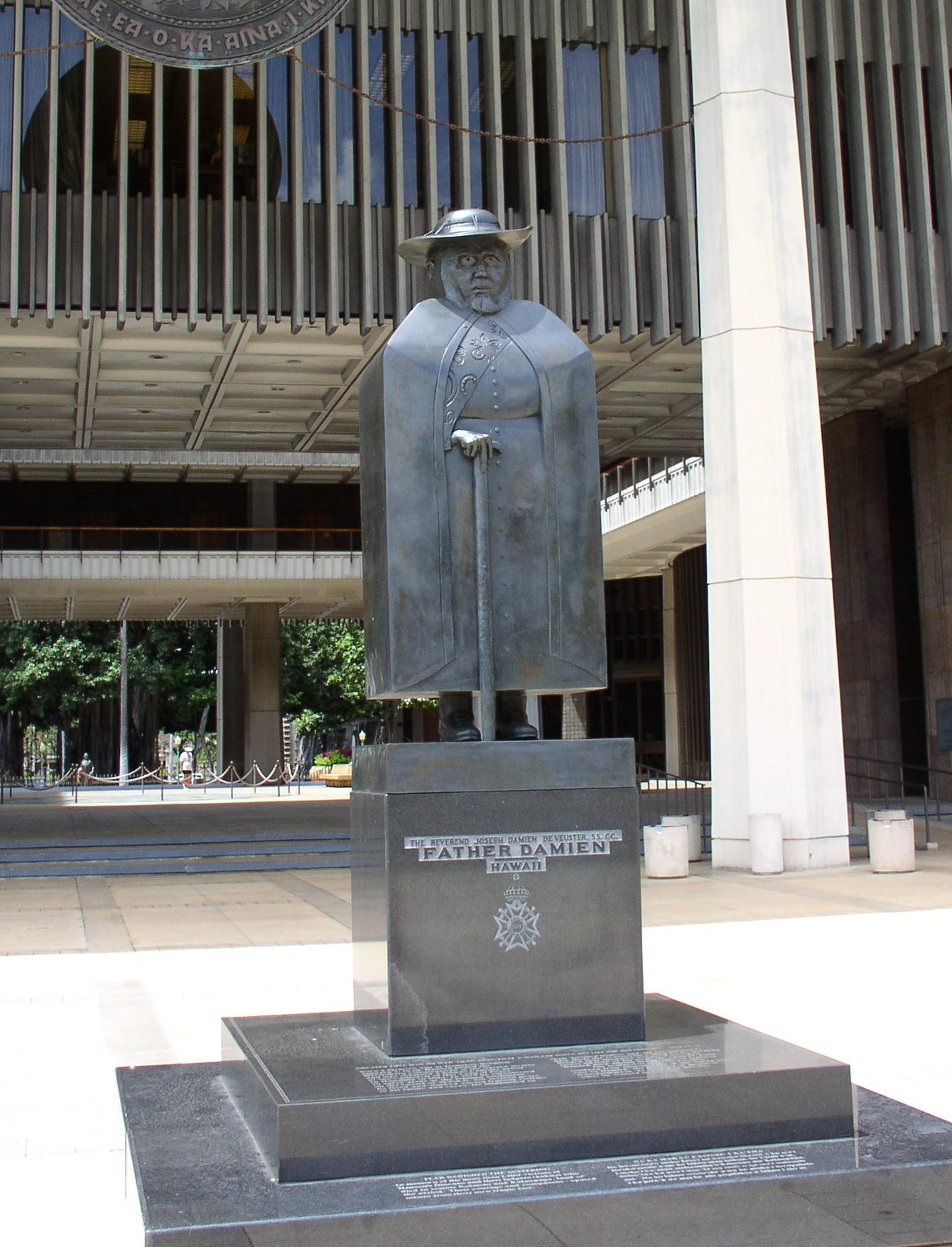
Estàtua "Father Damien", de Marisol Escobar.

És en la dècada de 1960 quan comença a ser influenciada per artistes pop, com ara Andy Warhol i Roy Lichtenstein. Marisol apareix en dues pel·lícules realitzades per Andy Warhol, El petó i Tretze belles joves. Una de les seves obres més famoses d'aquest període és La festa, un conjunt de siluetes grandària natural en una instal·lació realitzada en la Sidney Janis Gallery. Totes les siluetes o figures es troben departint en diverses postures. És curiós observar que Marisol es va desfer del seu cognom Escobar per distanciar-se de la identitat paterna i per «diferenciar-se de la multitud».
Tot i que Marisol va experimentar amb diversos moviments artístics, el seu estil sempre ha estat distintiu i únic. «No Pop, No Op, és Marisol!» va ser la forma en què Grace Glueck va titular el seu article en el New York Times el 1965. El silenci ha estat una part important de la seva obra i vida, ja que parla l'estrictament necessari i es diu que en les seves obres brinda silenci, «forma i pes». Parla en general poc sobre la seva carrera, arribant a dir, «Sempre he estat afortunada. A la gent li agraden les meves obres».
Sovint ha inclòs rostres de personatges públics, membres de la seva família i amics en les seves escultures. En una de les seves exposicions, «Marisol Escobar's ‘The Kennedys' va criticar la imatge de la família quant a que semblaven ser més importants que la vida mateixa». De vegades també inclou en les seves obres la seva interpretació del sofriment de la condició humana, per exemple en Dust Bowl Migrants i Father Damien. Aquesta última escultura és l'element destacat en l'entrada a l'Hawaii State Capitol i l'Hawaii State Legislature de Honolulu. Una segona versió de la Father Damien Statue es troba en la National Statuary Hall Collection, al Capitoli dels Estats Units. El seu respecte per Leonardo da Vinci la va portar a realitzar una representació escultòrica de l'Últim Sopar i de La Verge, el Nen Jesús i Santa Anna.